# Kent Martinussen
Kent Martinussen (født 29. december 1960) er dansk arkitekt og administrerende direktør i Dansk Arkitektur Center. Han blev udpeget som medlem af kanonudvalget for arkitektur i 2005.
Kent Martinussen er født i København i 1960. Samfundssproglig studentereksamen i 1981 og efterfølgende uddannet arkitekt ved arkitektskoler i Paris, Milano og Kunstakademiets Arkitektskole i København, hvorfra han i 1989 tog afgang.
Martinussen har drevet egen tegnestue og undervist og forsket ved danske og udenlandske universiteter og arkitektskoler. Har produceret en række selvstændige arkitekturprojekter som alle er udstillet i udlandet, herunder på Den Internationale Arkitekturbiennale i Venedig og arkitekturtriennaler i Japan og Mellemøsten. Kent Martinussen har modtaget Statens Kunstfonds 3 årige arbejdslegat, har siddet i en række udvalg, bestyrelser og andre tillidshverv (Akademisk Arkitektforening, Akademiraadet, Dansk Arkitekturinstitut, Roskildefondens udviklingsforum, arkitektjuryer og dommerkomiteer) ligesom han optræder som rådgiver for en række danske kommuner og erhvervsvirksomheder.
Medlem af regeringens Kanonudvalg for arkitektur. Medlem af den internationale jury for den 9. Internationale Arkitekturbiennale i Venedig og formand for priskomiteen for een af verdens største arkitekturpriser, Nykredits Arkitekturpris. Har som administrerende direktør for Dansk Arkitektur Center, sammen med øvrige, modtaget Den Gyldne Løve på den Internationale Arkitekturbiennale i Venedig for bedste nationale Pavillon i 2006. Har modtaget hæderstildeling fra den amerikanske arkitektforening American Institute of Architects og modtaget Henning Larsens hæderslegat. Kent Martinussen har siden 2001 været administrerende direktør for danmarks nationale center for arkitektur, byggeri og byudvikling, Dansk Arkitektur Center, kaldet DAC. Kent Martinussen er optaget af arkitekturens potentiale til at bidrage med løsninger og svar på globaliseringens udfordringer.

I 2008 blev han Ridder af Dannebrog.